# Râul Secaș, Târnava
Râul Secaș este un curs de apă, afluent al râului Târnava. 